# Sylligma hirsuta
Sylligma hirsuta là một loài nhện trong họ Thomisidae.
Loài này thuộc chi Sylligma. Sylligma hirsuta được Eugène Simon miêu tả năm 1895.